# Mariensäule

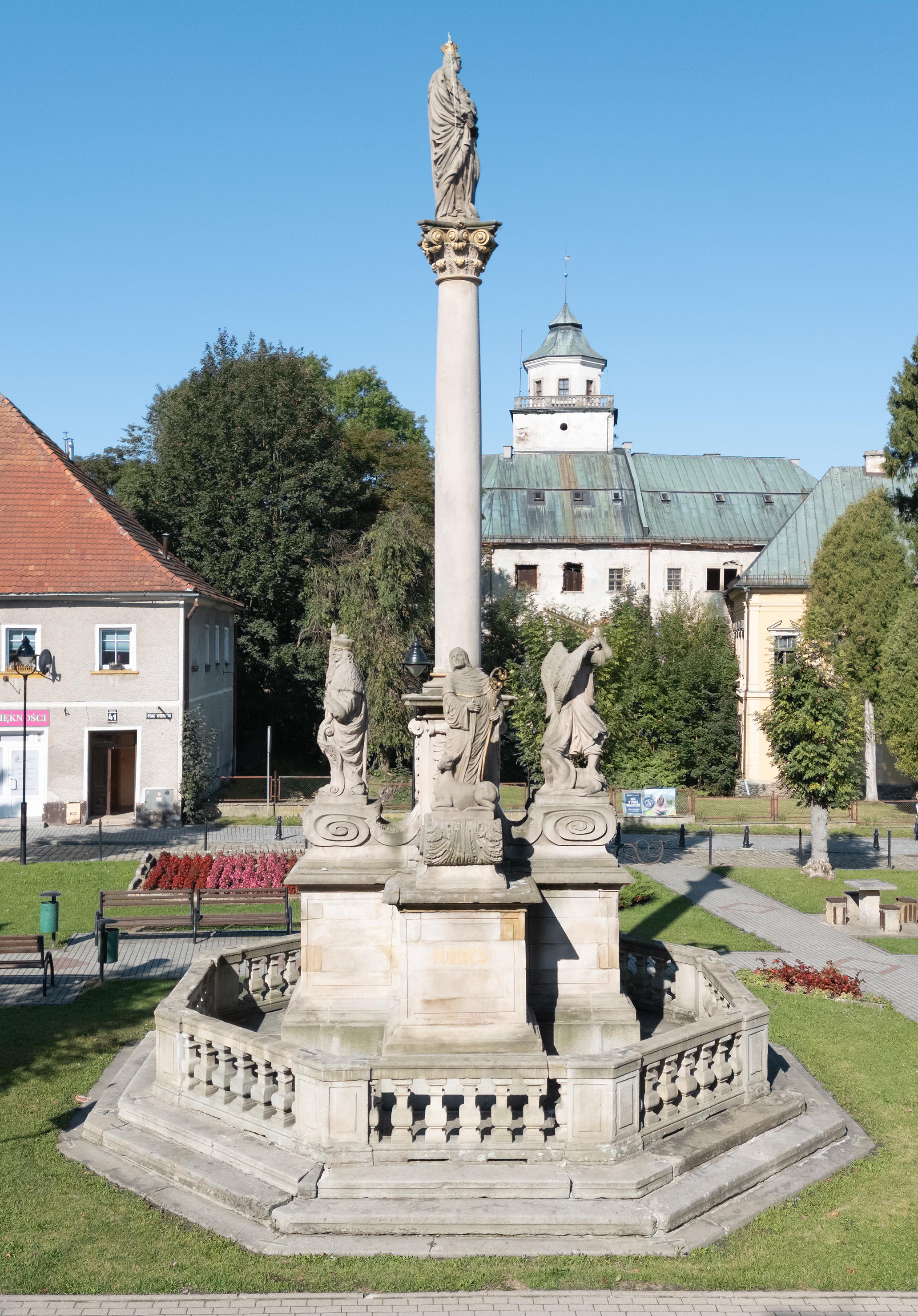
Mariensäule in Międzylesie (Mittelwalde)

Als Mariensäule bezeichnet man Statuen der Muttergottes, die auf einer Säule oder einem Sockel stehen.
Einige Mariensäulen, wie die Mariensäule in Freising, sind mehrere Jahrhunderte alt; das wohl älteste Beispiel wurde 1638 in München eingeweiht und diente bis in die Gestaltungsdetails hinein als Vorbild für die Konzeption mancher späterer Mariendenkmäler dieses Typs. In der zweiten Hälfte des 19. Jahrhunderts erhielt die Marienverehrung einen neuen Impuls, als Papst Pius IX. den jahrhundertealten Glauben an die unbefleckte Empfängnis Mariens (Bewahrung Mariens von der Erbsünde) 1854 zum Dogma erhob (Bulle „Ineffabilis Deus“: Maria wurde von Geburt an „von aller Erbschuld unbefleckt bewahrt“) und 1856 die Säule der Unbefleckten Empfängnis an der Piazza di Spagna aufstellen ließ. In der Folge wurden an vielen öffentlichen Plätzen Mariensäulen errichtet, z. B. die Mariensäulen in Trier und in Pasing.
Die Größe der Mariensäulen reicht von wenigen Metern bei Säulen im innerstädtischen Bereich bis zu stattlichen Höhen bei solchen, die als weithin sichtbarer Solitär in die Landschaft gesetzt wurden (z. B. die Trierer Mariensäule mit rund 40 Metern Höhe).
Die Prager Mariensäule in der Altstadt wurde als 4. Mariensäule in Europa im Jahr 1650 errichtet. Anlass war die Dankbarkeit gegenüber der heiligen Maria für die Rettung Prags vor den schwedischen Truppen zum Ende des Dreißigjährigen Krieges.
In Spanien wird als Schutzheilige „Unsere Liebe Frau auf dem Pfeiler“ verehrt, zu deren Ehre in Saragossa die größte Barockkirche Spaniens errichtet wurde. Die Verehrung geht auf eine überlieferte Erscheinung der heiligen Maria im Jahr 40 nach Christus zurück. Hier soll sie dem Apostel Jakobus dem Älteren auf einer Säule erschienen sein.
Die Muttergottes wird auf Mariensäulen oft in einer von drei Haltungen gezeigt: Sie trägt das Jesuskind, betet oder macht eine segnende Geste.